# Motorrad-Europameisterschaft 1925

Die Monza-Bahn wie sie 1925 befahren wurde.

Die Titel der Motorrad-Europameisterschaft 1925 wurden beim II. Großen Preis der F.I.C.M. vergeben, der am 13. September 1925 in Monza (Italien) im Rahmen des IV. Großen Preises der Nationen auf dem Circuito di Milano ausgetragen wurde.
Der Große Preis von Europa fand zum zweiten Mal im Rahmen des Grand Prix der Nationen statt. Erstmals in der EM-Geschichte wurde ein Titel in der Klasse bis 175 cm³ vergeben.

## Rennverläufe
Wie schon im Vorjahr fand der Große Preis der F.I.C.M. in Monza statt. In diesem Jahr wurden die Rennen beinahe ausschließlich von den einheimischen Fahrern dominiert. Im Lauf der 175-cm³-Klasse setzte sich Mario Vaga auf einer Maffeis mit englischem Blackburne-Einbaumotor durch. In der Viertelliterklasse siegte als einziger Ausländer der Brite Jock Porter auf New Gerrard.
Das Rennen der 350-cm³-Klasse endete mit einem Dreifachsieg des Bianchi-Werksteams: es gewann der 33-jährige Mantuaner Tazio Nuvolari, der später auf Rennwagen der Hersteller Alfa Romeo, Maserati und Auto Union weltberühmt wurde. In der Halbliterklasse siegte der Einheimische Mario Revelli di Beaumont auf einer von dessen Bruder Gino Revelli konstruierten GR mit J.A.P.-Motor.

## Rennergebnisse
| Klasse  | Sieger                                | Zweiter                           | Dritter                           |
| ------- | ------------------------------------- | --------------------------------- | --------------------------------- |
| 175 cm³ | Mario Vaga (Maffeis-Blackburne)       | Mario Cavedagna (G.D.)            | Umberto Faraglia (Puch)           |
| 250 cm³ | Jock Porter (New Gerrard)             | Amedeo Ruggeri (Garanzini-J.A.P.) | Miro Maffeis (Maffeis-Blackburne) |
| 350 cm³ | Tazio Nuvolari (Bianchi)              | Miro Maffeis (Bianchi)            | Eduardo Self (Bianchi)            |
| 500 cm³ | Mario Revelli di Beaumont (GR-J.A.P.) | Pietro Ghersi (Moto Guzzi)        | Mario Saetti (Norton)             |

## Verweise